# Schrei (Tokio-Hotel-Album)
Schrei ist das Debütalbum der deutschen Band Tokio Hotel.

## Geschichte
Im Sommer 2005 erschien die Band erstmals auf dem Cover der Bravo, von da an nahezu jede Woche. Am 15. August 2005 wurde die Debütsingle des von Dave Roth, David Jost, Peter Hoffmann und Pat Benzer produzierten Albums, Durch den Monsun, veröffentlicht. Die Single wurde zum weltweiten Erfolg, auch auf Englisch als Monsoon. Dadurch wurde der Verkauf des im September erschienenen Debütalbums stark angekurbelt.

## Erfolg und Kritik
Das Album erreichte Platz 1 in Deutschland und Österreich, Platz 3 in der Schweiz. Es erreichte dreimal Gold in Deutschland und Doppelplatin in Österreich. Von dem Album wurden bis 2007 mindestens 1,5 Millionen Exemplare verkauft.
Elke Buhr schrieb in der Frankfurter Rundschau (englische Übersetzung): „Straightforward pop-rock with catchy melodies and a well-calculated mix of stolen Metallica riffs and romantic ballad elements. Everything is played on the safe side, and the production is technically perfect.“

## Titelliste
1. Schrei – 3:17
2. Durch den Monsun – 3:56
3. Leb' die Sekunde – 3:45
4. Rette Mich – 3:43
5. Freunde bleiben – 3:43
6. Ich bin nich' ich – 3:47
7. Wenn nichts mehr geht – 3:53
8. Lass uns hier raus – 3:05
9. Gegen meinen Willen – 3:35
10. Jung und nicht mehr jugendfrei – 3:21
11. Der letzte Tag – 3:04
12. Unendlichkeit – 2:29